# Cantó de Sauvatèrra de Biarn
El cantó de Sauvatèrra de Biarn és un cantó francès del departament dels Pirineus Atlàntics, al districte d'Auloron. Té 20 municipis: Avitenh, Andrenh, Atòs e Aspins, Autivièla, Sent Martin e Vidèren, Berrauta e Camun, Bergarona, Castèthbon, Espiuta, Guinarte e Paréntias, L'Espitau d'Orion, Lars, Monthòrt, Narp, Oràs, Orion, Aurriula, Aussencs, Sent Gladia, Arriba e Munenh, Sauvatèrra de Biarn i Tabalha e Usquenh. El cap és Sauvatèrra de Biarn.
| Data d'elecció                           | Identitat          | Partit              | Qualitat |
| ---------------------------------------- | ------------------ | ------------------- | -------- |
| 1907-1945                                | Léon Bérard        | Gauche Democratique |          |
| 1945-1976                                | Pierre de Chevigné | MRP                 |          |
| 1976-1994                                | Jean Récapet       |                     |          |
| 1994-                                    | Denise Saint-Pé    | UDF, després MoDem  |          |
| les dades anteriors no són pas conegudes |                    |                     |          |
|                                          |                    |                     |          |